# Robert de Hales
Sir Robert Hales, também chamado Robert de Hales (c. 1325 – 14 de junho de 1381), foi Lorde/Grão-Prior dos Cavaleiros Hospitalários da Inglaterra, Grande Lorde Tesoureiro e Almirante do Oeste na Inglaterra medieval. Foi morto na revolta camponesa de 1381. Nasceu por volta de 1325 em Hales Place, High Halden, Kent, filho de Nicholas Hales.

## Vida
Em 1372, tornou-se o Lorde/Grão-Prior dos Cavaleiros Hospitalários da Inglaterra. Ricardo II o nomeou Grande Lorde Tesoureiro, então tornando-se responsável pela cobrança do odiado imposto de capitação. Foi nomeado Almirante do Oeste de 24 de novembro de 1376 a 24 de novembro de 1377. Foi decapitado em 14 de junho de 1381 em Tower Hill, Londres, durante a revolta camponesa. Seus bens e ativos foram herdados por seu irmão, Sir Nicholas de Hales, o progenitor de muitas famílias proeminentes inglesas de Hales. Robert Hales esteve presente em muitas expedições cruzadas dos últimos anos e é registrado como líder de um contingente de cavaleiros hospitalários na Cruzada de Alexandria.
Foi descrito pelo cronista Thomas Walsingham como um "cavaleiro magnânimo, embora os Comuns não o amassem".
Era filho de Nicholas Hales e seu irmão era Sir Nicholas de Hales, que herdou as propriedades de seu pai em Kent.